# Claes-Håkan Ahnsjö
Claes-Håkan Ahnsjö, född 1 augusti 1942 i Stockholm, är en svensk operasångare (tenor). Han är son till Sven och Doris Ahnsjö.
Ahnsjö tog lärarexamen 1966 och studerade därefter sång vid Kungliga Musikhögskolan i Stockholm 1966–1969. Bland hans lärare fanns Erik Saedén, Aksel Schiøtz och Max Lorenz. Han debuterade som Tamino i Mozarts Trollflöjten på Kungliga Operan 1969. Han var anställd vid Kungliga Operan 1969–1973 innan han engagerades vid Bayerska statsoperan i München 1973 där han stannade till 1999. Han utsågs till Kammersänger i München 1977.
Han har gästspelat på scener och i konsertsalar i Sverige (bland annat Drottningholms slottsteater), övriga Europa, Japan och USA. I repertoaren ingår partier i verk av bland andra Haydn, Mozart, Rossini, Verdi, Wagner, Hindemith och Berg. Bland rollerna kan nämnas Idamante i Idomeneo, greve Almaviva i Barberaren i Sevilla, Des Grieux i Manon, David i Mästersångarna i Nürnberg och titelrollen i Albert Herring.
Ahnsjö var professor i sång vid Musikhögskolan i München 1996–1997 och operachef vid Kungliga Operan i Stockholm 2000–2001.

## Diskografi (Urval)
- Bach, Evangelisten i Matteuspassionen. Bach-Collegium München, Enoch zu Guttenberg, dir. Eurodisc RD 69303. (3 CD). Även på RCA Victor (Red Seal) RD 60903. Svensk mediedatabas.
- Haydn, Nencio i L'infedeltà delusa. Orchestre de Chambre de Lausanne, Antal Dorati, dir. Philips 6769 061 (3 LP).
- Mozart, Betulia liberata. Rundfunkchor Berlin, Kammerorchester Berlin, Vittorio Negro, dir. Philips 6703 087 (3 LP).
- Haydn, J., Vera Costanza. Med Jessye Norman, Helen Donath m.fl. Orchestre de Chambre de Lausanne. Dir. Antal Dorati. Philips 432 424-2.
- Svenska romanser. Thomas Schuback, piano. Swedish Society Discofil, Phono Suecia SLT 33218. Svensk mediedatabas.
- Mozart, Figaros bröllop. Symphonie-Orchester und Chor des Bayerischen Rundfunks. Dir. Colin Davis. RCA Victor (Red Seal) RD 60440. Svensk mediedatabas.
- Haydn, J., Orlando Paladino. Orchestre de Chambre de Lausanne. Dir. Antal Dorati. Philips 432 434-2. Svensk medidatabas.
- Puccini, Gianni Schicchi. Med Dietrich Fischer-Dieskau, Martha Mödl m.fl. Bayerisches Staatsorchester. Dir. Wolfgang Sawallisch. Orfeo C 546 001 B. Svensk mediedatabas.
- Haydn, J., L'incontro improvviso. Orchestre de Chambre de Lausanne. Dir. Antal Dorati. Philips 432 416-2. Svensk mediedatabas.
- Haydn, J., Armida. Orchestre de Chambre de Lausanne. DIr. Antal Dorati. Philips 432 438-2. Svensk mediedatabas.
- Gluck, Christoph Willibald, Les pèlerins de la Mecque ou La rencontre imprévue. Münchner Rundfunkorchester. Dir. Leopold Hager. Orfeo : C 242 912 H. Svensk mediedatabas.
- Kraus, Joseph Martin, Arie e cantate. Med Barbara Bonney. Drottningholmsteaterns Orkester. Dir. Thomas Schuback. Musica Sveciae MSCD 424. Svensk mediedatabas.
- Söderman, August, Katolsk mässa. Med Ann-Christine Biel, Birgitta Svendén, Per Arne Wahlgren, Curt Appelgren. Musikhögskolans symfoniorkester. Dir. Per Borin. Caprice CAP 1306. Svensk mediedatabas.